# 深海钻探计划

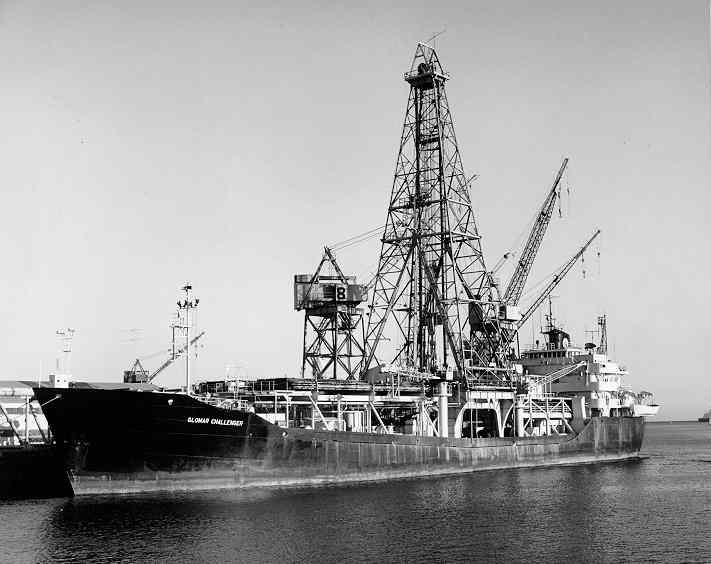
“格罗玛·挑战者”号

深海钻探计划（Deep Sea Drilling Program，DSDP）是1968年至1983年期间实施的一项海洋钻探计划，其目的是在世界大洋打大量不太深的钻井，采集沉积岩心，取得洋底地壳上层的资料。

## 历史
1964年5月，邁阿密大學海洋科学研究所、哥伦比亚大学拉蒙特－多尔蒂地球观测所、加利福尼亚大学斯克里普斯海洋研究所及伍兹霍尔海洋研究所联合组成了地球深部取样海洋研究机构联合体（Joint Oceangraphic Institutions Deep Earth Sampling，JOIDES)，不久华盛顿大学加入联合体。1965年，JOIDES 在美国佛罗里达半岛东海岸钻了14口井，取得了一些很有价值的成果。1966年6月24日，美国国家科学基金会指定加利福尼亚大学斯克里普斯海洋研究所为 JOIDES 的操作单位，与之签订协议，由基金会提供1260万美元实施深海钻探计划，以取代耗资不菲的莫霍计划。1968年，深海钻探计划的专用钻探船，由环球海洋钻探公司建造的“格罗玛·挑战者号”建成下水并交付使用。

## 实施过程
在1968年至1983年的15年里，“格罗玛·挑战者号”完成了96个钻探航次，总里程超过60×104公里，在624个钻位上钻探了1092个深海钻孔，采集深海岩心总长超过97公里，采集范围覆盖了除北冰洋之外的全球各大洋。随着第一阶段（1-9航次）、第二阶段（10-25航次）和第三阶段（26-44航次）的顺利展开，1975年，苏联、联邦德国、英国、日本等国也加入了该项计划，深海钻探计划进入了大洋钻探的国际协作阶段（International Phase of Ocean Drilling，IPOD）。1983年11月，“格罗玛·挑战者号”退役，接替它的是更加先进的“乔迪斯·决心号”，深海钻探计划也随之改称为大洋钻探计划。
一个主要的技术进步是在钻孔后扩大使用孔。钻探期间和之后进行了地球物理和地球化学测量，偶尔在孔中安装了长期的地震监测装置。这扩大了对板块构造涉及的动态过程的理解。另一项技术进步涉及1979年引进液压活塞芯（HPC），允许恢复几乎未受干扰的沉积物核心。这大大增强了科学家研究古代海洋环境的能力。
从1968年8月11日至1983年11月11日，Glomar Challenger取得了以下成就：
| 海底以下钻深的总長度 | 325,548米                  |
| 取岩芯总间隔長度     | 170,043米                  |
| 回收并储存岩芯总長度 | 97,056米                   |
| 总岩芯回收比率       | 57％                       |
| 回收岩芯总長度       | 19,119                     |
| 调查位置点数         | 624                        |
| 已经完成的考察航程   | 96                         |
| 海底最深钻探深度     | 1,741米                    |
| 玄武岩最大钻深       | 1,080米                    |
| 钻探最深海底         | 7,044米                    |
| 考察航行总距离       | 375,632海里（695,670公里） |

## 成果
深海钻探计划最重要的成果就是验证了海底扩张学说和板块构造学说。此外还根据海底钻探所取得岩心，重建了大西洋的海底扩张历史，提出距今约9000万年前，南极洲与澳洲、南美洲先后脱离，逐步形成了大西洋。还证明了印度板块曾以超过10cm/a的速度向北漂移，在近6500万年移动了4500km。

### 南極海域發現及成就
DSDP在 1972-73、1973-74、1974-75 和 1975-76 年的四個澳洲夏季期間，執行在南極洲周圍的第 28、29、35 和 36 航次，並完成了四個鑽井項目。這些項目主要集中在兩個目標上：新生代全球古氣候變化和南極洲周圍的板塊構造運動  .。在南極大陸周邊共鑽探井15口，包括羅斯海4口，大陸邊緣5口，深海平原2口，東南印度洋脊4口。其中在羅斯海内第270井位鑽探在最高緯度（77o26.45'S） 。對鑽井收集的數據進行分析，得出以下結果：

#### 海底擴張
在深海鑽探計劃之前，洋殼的年齡是根據磁力帶（magnetic lineations）推算而得。磁力帶是當海床拉開時在擴張中心溢出的玄武岩在冷卻時，被當時地球磁場磁化而造成。這年齡應該和直接覆在蓋玄武岩上的基底沉積物的年齡相似。對鑽探所得的基底沉積物，進行的微古生物學分析證實了這一點。並進一步證實了澳大利亞在85百萬年年前與南極洲分離 。

#### 南極冰蓋的形成
根據古土壤研究，羅斯大陸架于漸新世（大約 2500 萬年前）開始下沉到海平面以下。下沉可能是由於南極大陸冰川在此時間已推進到羅斯海而形成大陸冰蓋（ice sheet） 。此年代與地震剖面上看到的淺層不整合的年代是一致的。不整合面是由於冰川向沿海推進時侵蝕所致。環繞南極流（circum Antarctic current）也在漸新世也在漸新世開始形成 . 。此外，在羅斯海周圍和南極半島的陸上鑽探也證實了南極冰蓋至少從漸新世以來就已經存在。

#### 冰山漂流物
海洋沉積物中冰山漂流物表明沉積時有冰山存在。 因此，在高緯度地區最早的冰山漂流物可能揭示海洋冰川的開始。 但需要指出的是，其它因素亦會影響冰山漂流物的分佈，如洋流和海面的海水溫度。 因此缺冰山漂流物，并不代表地球當時無冰山存在，最早出現冰山漂流物的時間應被視為在取樣位置的冰山漂流物最晚年齡。對南極周邊海域冰山漂流物的綜合調查結果指出，南極冰蓋至少在2千5 百萬前開始，并於大約 4.5百萬前分佈最廣，正如冰山漂流物此際漂流距離南極大陸最遠  。 隨後在南極半島陸上研究和麥克默多冰架周圍取芯分析結果 ，也證明這種根據海洋沉積物對南極冰川歷史的解釋。

#### 古氣候
分析南極大陸邊緣深海沉積物中的微古生物表明，至少從晚漸新世-早中新世以來，地表水溫已相對較低涼。隨著持續的冷卻，冷水團逐漸向北擴張，直到上新世早期，一次強化冷卻事件導致溫度最低。矽/碳酸鹽岩相邊界向北移動就證明了這一點。這一推論與基於冰山漂流物研究的結論相似。
根據在高緯度海洋沉積物中，底棲和浮游有孔蟲的氧和碳同位素分析，推論出的表面溫度變化歷史表明，自始新世早期以來，地球表面溫度總體持續冷卻，到漸新世/始新世邊界時，溫度有顯著下降。這表明此時南極冰蓋可能已經到達海岸。然而，大陸上海拔較高的冰川可能從早期始新世就開始增長。該結論與上述其他報告一致。